# Ratusz w Białymstoku

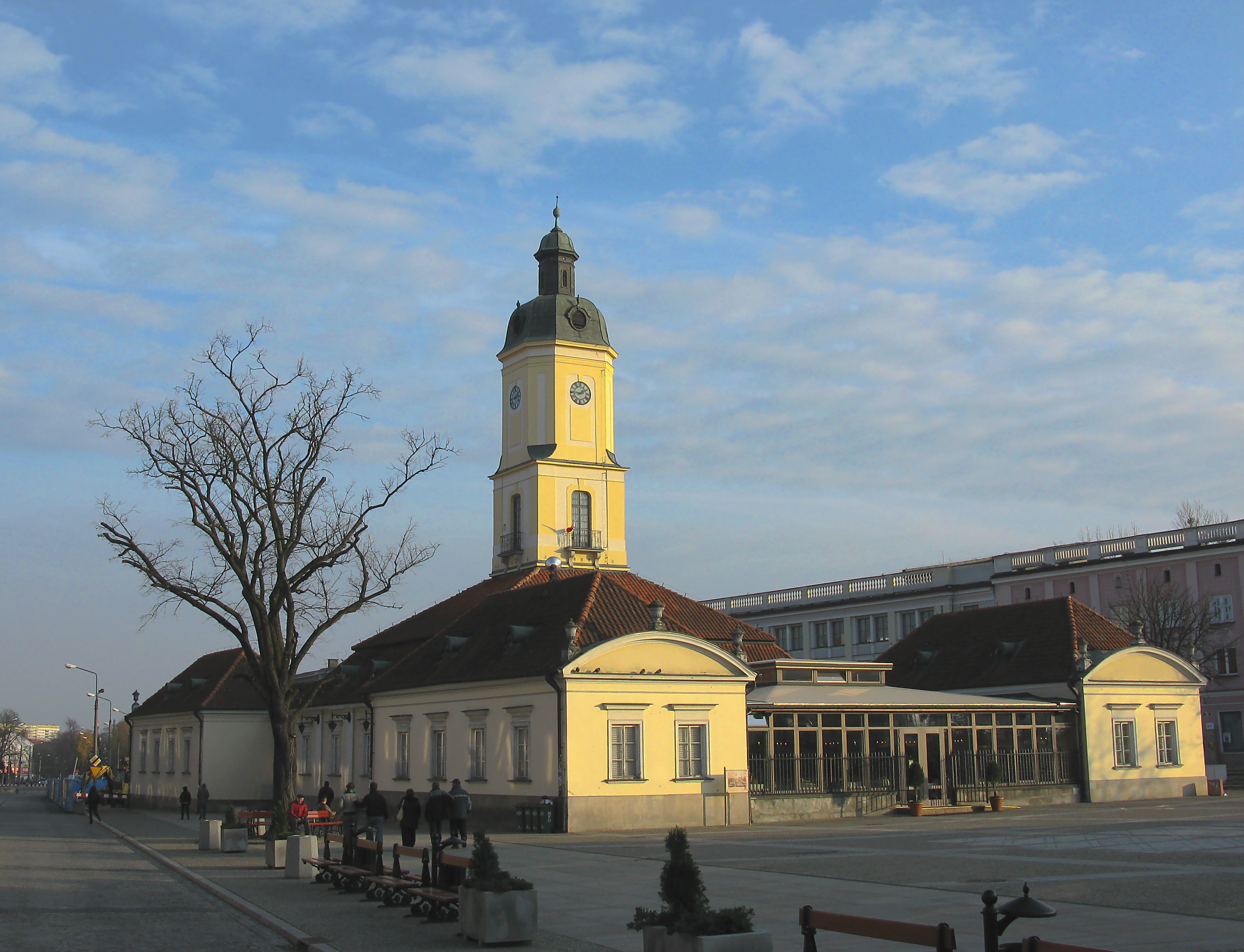
Ratusz w Białymstoku

Ratusz w Białymstoku – budowla późnobarokowa usytuowana na Rynku Kościuszki w Białymstoku.

## Historia
Zbudowany w latach 1745–1761 z wieżą zegarową z fundacji Jana Klemensa Branickiego według projektu Jana Henryka Klemma. Rozebrana wieża w czasie II wojny światowej, zrekonstruowana w latach 1954–1958 według projektu architekt Krystyny Chojnackiej. Budynek nigdy nie był siedzibą władz miasta. Pierwotnie pełnił funkcje handlowe – mieściły się tu kramy, wnętrze ratusza było wykorzystywane jako hala targowa. W pobliżu stał budynek wagi miejskiej. Wieża była wykorzystywana przez strażaków, którzy obserwowali z niej teren miasta. 

## Współcześnie
Obecnie ratusz jest siedzibą Muzeum Podlaskiego (dział archeologii i galerii malarstwa polskiego).
Ratusz jest jednym z punktów otwartego w czerwcu 2008 r. Szlaku Dziedzictwa Żydowskiego w Białymstoku opracowanego przez grupę doktorantów i studentów UwB – wolontariuszy Fundacji Uniwersytetu w Białymstoku.